# Trogon surucuà septentrional
El trogon surucuà septentrional (Trogon aurantius) és una espècie d'ocell de la família dels trogònids (Trogonidae) que habita la selva humida del sud del Brasil.
Tradicionalment considerat coespecífic de Trogon surrucura, recentment a la classificació del Handbook of the Birds of the World Alive (2017) és classificat com una espècie diferent.